# 蓮花寺 (大田区)
蓮花寺（れんげじ）は、東京都大田区にある真言宗智山派の寺院。

## 概要
寛弘年間（1004年～1012年）、恵心僧都源信によって開山された。その後、嘉禄～康元年間（1225年～1257年）に蓮沼法師が中興した。
蓮沼法師は武蔵国荏原郡の地頭で俗名を「荏原有治」といった。有治は趣味の狩りで雄の鴛鴦を射殺した。その夜、雌の鴛鴦が恨み言をいう夢を見たので、翌日に狩りをした場所に行ってみると、雌の鴛鴦がそこで死んでいた。有治は鴛鴦のつがいの有様を見て菩提心を起こし、出家して当寺を中興したという。
天文年間（1532年～1555年）に戦火に遭ったが、寺の建物に火が移らず、本尊の十一面観世音菩薩を避難させることができた。避難後に火が移り、建物が焼失したことから「火除観音」として崇められるようになった。

## 交通アクセス
- 蓮沼駅より徒歩3分。